# Discografia lui Nicolae Buică
Discografia violonistului Nicolae Buică cuprinde câteva apariții (discuri de ebonită) ce prezintă înregistrări realizate în peropada 1926-1929 la Viena și Berlin.
Discurile artistului au fost înregistrate la casele de discuri Perfection Concert Record și Homocord.

## Discuri Perfection Concert Record
| An   | Număr de catalog | Format               | Piese                                            | Acompaniament      |
| ---- | ---------------- | -------------------- | ------------------------------------------------ | ------------------ |
| 1926 | PC 70513 / 70514 | shellac, 12", 78 RPM | 1. Doină 2. Sârba cu variație                    | Acompaniat de pian |
| 1926 | PC 70515 /70516  | shellac, 12", 78 RPM | 1. Tilinca 2. Troica                             | Acompaniat de pian |
| 1926 | PC 70517 / 70518 | shellac, 12", 78 RPM | 1. Fantezie Română 2. J'ai tent pleuré           | Acompaniat de pian |
| 1926 | PC 70519 / 70520 | shellac, 12", 78 RPM | 1. Carnaval de Venice I 2. Carnaval de Venice II | Acompaniat de pian |

## Discuri Homocord
| An   | Număr de catalog | Format               | Piese                               | Acompaniament      |
| ---- | ---------------- | -------------------- | ----------------------------------- | ------------------ |
| 1929 | R. 4-11100       | shellac, 12", 78 RPM | 1. Avant de mourir 2. Paris frisson | Acompaniat de pian |
| 1929 | R. 4-11101       | shellac, 12", 78 RPM | 1. Ruseasca 2. Volga, Volga         | Acompaniat de pian |
| 1929 | R. 4-11102       | shellac, 12", 78 RPM | 1. Dacă mă iubești 2. Pour le coeur | Acompaniat de pian |
| 1929 | R. 4-11103       | shellac, 12", 78 RPM | 1. Buchet de romanțe 2. Hora nopții | Acompaniat de pian |
| 1929 | R. 4-11104       | shellac, 12", 78 RPM | 1. Wo sind meine Kinder 2. Armonica | Acompaniat de pian |